# Jack (Sänger)

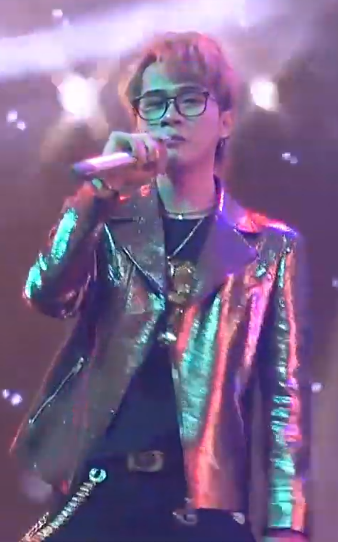
Jack, 2019

Jack, eigentlich Trịnh Trần Phương Tuấn (* 12. April 1997 in Bến Tre), auch bekannt als J97, ist ein vietnamesischer Popsänger, Rapper und Songwriter.
Er begann seine Karriere als Teil der Hip-Hop-Gruppe G5R und hatte solistisch 2019 seinen Durchbruch mit dem Lied Hồng nhan. Große Erfolge feierte er im Anschluss in Zusammenarbeit mit dem Produzenten K-ICM, etwa mit Bạc phận und Sóng gió. Jack ist einer der populärsten Stars des V-Pop. In Vietnam wurde er bereits vielfach ausgezeichnet, daneben konnte er auch einen Mnet Asian Music Award, einen MTV Europe Music Award sowie einen Asian Television Award entgegennehmen.

## Leben und Karriere

### Anfänge
Trịnh Trần Phương Tuấn, später „Jack“ genannt, wurde am 12. April 1997 bei Bến Tre geboren. Seine Mutter war Sängerin im traditionellen südvietnamesischen Theater (cải lương). Er studierte Gesang und arbeitete anschließend als Musiklehrer an einer Grundschule im Distrikt Mỏ Cày Nam. Dort verdiente er zwischen 5 und 6 Millionen Đồng im Monat.
Als Teil der vietnamesischen Hip-Hop-Gruppe G5R begann er seine musikalische Karriere. Jack war in mehreren Musikvideos der Gruppe zu sehen und machte sich vor allem mit dem Titel Về bên anh in der Underground-Szene einen Namen, blieb vom Mainstream allerdings noch wenig beachtet. Am 19. Februar 2019 debütierte Jack schließlich solistisch mit dem Lied Hồng nhan. Beim vietnamesischen Streamingdienst Zing MP3 war der Titel sofort ein Erfolg und erreichte schließlich die Spitze der Charts. Nach dem Überraschungserfolg dieses Liedes wurde Jack mit Stars wie Phan Mạnh Quỳnh und Đen Vâu verglichen. Schon bald entwickelte er sich zu einem popmusikalischen Phänomen in Vietnam. Der Künstlername Jack ist von Jackie Chan abgeleitet, den der Vater des Künstlers verehrte.

### Zusammenarbeit mit K-ICM
Nach seinem Solo-Erfolg mit Hồng nhan verließ Jack G5R. Stattdessen begann er eine Zusammenarbeit mit dem Produzenten K-ICM und veröffentlichte im April 2019 das Lied Bạc phận, das die Geschichte von Hồng nhan fortsetzte und ein großer Publikumserfolg wurde. Außerdem nahm er zusammen mit dem Produzenten Liam das Lied Sao em vô tình auf. Mit K-ICM folgten die Lieder Sóng gió (als dritter Teil der Hồng-nhan-Trilogie), Em gì ơi, Việt Nam tôi und Hoa vô sắc. Jack stieg zu einem der größten Stars der V-Pop-Szene auf. Bei den Zing Music Awards 2019 wurde Jack als beliebtester männlicher Sänger und Sóng gió als beliebteste Popballade ausgezeichnet, bei den Mnet Asian Music Awards 2019 erhielten Jack und K-ICM den Preis in der Kategorie Best New Asian Artist Vietnam.
Ende 2019 wurde im Internet zunehmend über einen Konflikt zwischen Jack und K-ICMs Produktionsfirma spekuliert. Nach gegenseitigen Vorwürfen und negativen Publikumsreaktionen beendete Jack seine Zusammenarbeit mit K-ICM.

### Aktivitäten ab 2020
Bereits Ende 2019 veröffentlichte Jack eine Demoversion eines neuen Songs mit dem Titel Đom đóm. Am 17. Februar 2020 lancierte er schließlich seinen eigenen YouTube-Kanal unter dem Namen J97. Dieser stellte in Vietnam einen neuen Rekord auf, als er innerhalb von nur sieben Tagen nach Erstellung mit dem Gold Play Button für eine Million Abonnenten ausgezeichnet wurde. Bei seiner neuen Produktionsfirma Nomad MGMT Vietnam veröffentlichte Jack im März das Lied Là 1 thằng con trai, produziert von Hoaprox. Er wurde im Anschluss dafür gelobt, mit neuen Musikstilen zu experimentieren.
Im September erschien das neue Lied Hoa hải đường, das online erneut einen großen Hype auslöste. Dafür gewann er bei den Zing Music Awards 2020 wieder zwei Preise als beliebtester männlicher Sänger und für den beliebtesten Dance/Electronic-Song. Außerdem konnte er (als erster Vietnamese überhaupt) einen Asian Television Award für das beste Musikvideo gewinnen. Des Weiteren wurde er in Vietnam mit einem prestigeträchtigen Giải Mai Vàng (Goldene Aprikose) als bester Popsänger ausgezeichnet. MTV Vietnam nominierte Jack auch für die MTV Europe Music Awards 2020, wo er sich im vietnamesischen Publikumsvoting durchsetzen konnte. Er gewann schließlich die Abstimmung in der Kategorie Best Southeast Asian Artist bei den EMAs gegen Nominierte aus anderen südostasiatischen Ländern und konnte als vierter Vietnamese nach Mỹ Tâm (2013), Sơn Tùng M-TP (2015) und Đông Nhi (2016) einen EMA entgegennehmen.
Ende 2020 veröffentlichte Jack schließlich das lange angekündigte Lied Đom đóm, das sogleich auf Zing MP3 neue Rekorde setzte und weltweit die YouTube-Trends erreichte. Im April 2021 folgte Laylalay, produziert von DTAP, das jedoch nicht völlig an die vorherigen Erfolge anschließen konnte.

## Stil
In seinen Liedern vermischt Jack Pop, elektronische Musik und vietnamesische Volksmusik, traditionelle Instrumente wie đàn tranh und đàn nhị treffen auf Rap und elektronische Effekte. In einem Interview mit Zing News charakterisierte Jack seine Musik als „von nostalgischer Traurigkeit“ durchzogen und als Kombination europäischer, amerikanischer und vietnamesischer Klänge. Seine markante Stimme wird häufig lobend hervorgehoben, aber auch wegen ihrer Ähnlichkeit mit der des Sängers Phan Mạnh Quỳnh kritisiert, wie auch sein Rap mit dem des Rappers Đen Vâu unvorteilhaft verglichen wird. Jack selbst sieht seine Texte als persönlich geprägt und auch sprachlich stark an, doch die Aufnahme einiger seiner Texte in vietnamesische Schulprüfungen sorgte für Kontroversen, da die Texte als zu klischeebehaftet und oberflächlich kritisiert wurden.

## Weitere Tätigkeiten
Im September 2020 war Jack Werbeträger für Vivo-Mobiltelefone, im Oktober 2020 für PlayerUnknown’s Battlegrounds.
Während der COVID-19-Pandemie spendete Jack wie viele vietnamesische Stars zusammen mit seinen Fans mehrfach größere Summen zur Unterstützung seiner Heimatprovinz und zur Pandemieprävention. Im November 2020 initiierte er außerdem ein Benefiz-Fußballspiel mit verschiedenen anderen Stars und einigen professionellen Fußballern im Thống Nhất Stadium, dessen Einkünfte Menschen in der Zentralregion zugutekamen.

## Öffentliche Wahrnehmung und Kontroversen
Jack gilt als einer der populärsten, aber auch kontroversesten Stars der modernen vietnamesischen Popmusik (V-Pop). Er hat ein ruhiges, zurückhaltendes und bodenständiges Image, doch besonders seine Darstellung des Konflikts mit K-ICM aus einer Opferrolle heraus wurde teilweise als Inszenierung angesehen. Jacks Fans, bekannt als „Glühwürmchen“ (Đom Đóm), stehen vor allem online im Dauerkonflikt mit den Fans von Sơn Tùng M-TP, dem „Prinzen“ oder „König“ des V-Pop, mit dem er auch häufig verglichen wird.
Jack sah sich mehrfach Plagiatsvorwürfen ausgesetzt: so ähnele Em gì ơi (2019) sowohl einem thailändischen Kinderlied als auch dem Lied Vì ai em ra đi? von Akira Phan, Hoa hải đường (2020) ähnele dem Titelsong der chinesischen Fernsehserie Ashes of Love von Yang Zi und Deng Lun, Đom đóm dem Lied 青花瓷 von Jay Chou, Teile von LayLaLay dem Lied It Ain’t Me von Kygo und Selena Gomez und Ngôi sao cô đơn dem Lied Blinding Lights von The Weeknd.
Im August 2021 verbreiteten sich Dokumente über Jacks Privatleben im Internet, laut denen er ein uneheliches Kind mit einer Ex-Freundin habe. Diese bestätigte dies bald darauf. Nach einigen Tagen reagierte auch der Sänger auf den Skandal und bestätigte den Wahrheitsgehalt der Geschichte, wobei er sich bei den Fans für sein verantwortungsloses Verhalten entschuldigte. Jack war ursprünglich Teilnehmer der zweiten Staffel der vietnamesischen Version der Realityshow Running Man, verließ die Show allerdings nach Bekanntwerden dieses Skandals bereits nach wenigen Episoden wieder. Trotz des öffentlichen Boykotts nach dem Skandal, ein Kind mit Thien An zu haben, kehrte Jack am Abend des 11. April 2022 zu seinem Geburtstag zurück.

## Diskografie
Singles
- Giai điệu miền Tây (2018)
- Mẹ ơi 2 (2018)
- Để đó anh lo (2018)
- Về bên anh (2018)
- Hồng nhan (2019)
- Bạc phận (mit K-ICM; 2019)
- Sao em vô tình (mit Liam; 2019)
- Sóng gió (mit K-ICM; 2019)
- Em gì ơi (mit K-ICM; 2019)
- Việt Nam tôi (mit K-ICM; 2019)
- Hoa vô sắc (mit K-ICM; 2019)
- Là 1 thằng con trai (2020)
- Hoa hải đường (2020)
- Đom đóm (2020)
- Laylalay (2021)
- Ngôi sao cô đơn (2022)
- Cuối cùng thì (2022)
- Trịnh Gia (2022)
- Xoá tên anh đi (2023)
- Từ nơi tôi sinh ra (2023)
- Chúng ta rồi sẽ hạnh phúc (2023)
- Thiên lý ơi (2024)

## Belege
1. 1 2 3 4  Vũ Phúc, Duy Hưng: Chủ nhân hit 'Hồng nhan', 'Bạc phận' tự hào là kẻ ngoại đạo âm nhạc. In: Zing News. 16. Mai 2019, abgerufen am 13. November 2021 (vietnamesisch).
2. ↑  Ngọc Yến: Jack: 'Áp lực lớn nhất là chính tôi'. In: VnExpress. 9. Dezember 2020, abgerufen am 14. November 2021 (vietnamesisch).
3. ↑  Thùy Liên: Trưởng nhóm G5R lên tiếng về chuyện Jack bị tố mắc bệnh ngôi sao. In: VietNamNet. 11. August 2019, abgerufen am 14. November 2021 (vietnamesisch).
4. ↑  Lan Phương: Hiện tượng 'Hồng nhan' của bản sao Phan Mạnh Quỳnh đứng đầu BXH. In: Zing News. 5. März 2019, abgerufen am 14. November 2021 (vietnamesisch).
5. ↑  Jack là ai? Tiểu sử, sự nghiệp và đời tư ca sĩ Trịnh Trần Phương Tuấn. In: YAN.vn. 31. Mai 2019, abgerufen am 14. November 2021 (vietnamesisch).
6. ↑  K-ICM và JACK giải thích nghệ danh kỳ lạ, tiết lộ mối quan hệ thật sự của cả hai. In: Báo Thanh Niên. 19. Juli 2019, archiviert vom Original (nicht mehr online verfügbar) am 22. September 2020; abgerufen am 22. September 2020 (vietnamesisch).
7. ↑  Thánh chơi đàn K-ICM “bắt tay” với Jack “Hồng Nhan” tung MV “Bạc Phận” đang gây sốt. In: Dân Trí. 18. April 2019, abgerufen am 14. November 2021 (vietnamesisch).
8. ↑  Tùng Dương: Sau 'Bạc phận', Jack tiếp tục hợp tác cùng 'thánh nện đàn' K-ICM trong ca khúc mới. In: Saostar. 19. Mai 2019, abgerufen am 14. November 2021 (vietnamesisch).
9. ↑  Trang Nguyễn: Không quá khó đoán, bộ đôi Jack & K-ICM comeback và lập kỉ lục mới với "Sóng Gió". In: Hoa Học Trò. 20. Juli 2019, abgerufen am 14. November 2021 (vietnamesisch).
10. ↑  Hằng Bùi: Cư dân mạng nói gì về MV ‘Em gì ơi’ của K-ICM và Jack? In: Saostar. 5. Oktober 2019, abgerufen am 14. November 2021 (vietnamesisch).
11. ↑  Phương Nam: Jack và KICM được vinh danh tại lễ trao giải Zing Music Award 2019 nhưng cả hai vắng mặt. In: Tuổi Trẻ Online (TV). 10. Januar 2020, abgerufen am 14. November 2021 (vietnamesisch).
12. ↑  Hoàng Thùy Linh, K-ICM và Jack đoạt giải MAMA 2019 tại Nhật Bản. In: Tuổi Trẻ Online. 4. Dezember 2019, abgerufen am 14. November 2021 (vietnamesisch).
13. ↑  Trang Nguyễn: K-ICM tiếc tình bạn với Jack, khẳng định K-ICM đứng trước tên Jack là bình thường. In: 24h. 24. Januar 2020, abgerufen am 14. November 2021 (vietnamesisch).
14. ↑  Linh Linh: ICM vừa 'đá' Jack khỏi công ty, 1 loạt nghệ sĩ cũng tuyên bố đã rời đi, gỡ bỏ nghệ danh ICM ngay lập tức. In: WebTinTuc. 25. Dezember 2019, abgerufen am 13. November 2021 (vietnamesisch).
15. ↑  Thanh Phúc: Jack xác nhận tái xuất với bản full 'Đom Đóm', liệu sẽ là phần 2 nối tiếp 'Hoa Hải đường'? In: Saostar. 22. Dezember 2020, abgerufen am 14. November 2021 (vietnamesisch).
16. ↑  Duy Huỳnh: Jack, Bà Tân Vlog và những kỷ lục 'vô tiền khoáng hậu' trên YouTube Việt Nam. In: Saostar. 24. Februar 2020, abgerufen am 14. November 2021 (vietnamesisch).
17. ↑  Thanh Phúc: Xem ngay MV 'Là 1 Thang Con Trai từ Jack: Có đủ mạnh để trở thành 'bom tấn' tháng 3? In: Saostar. 10. März 2020, abgerufen am 14. November 2021 (vietnamesisch).
18. ↑  Ngân Trần: MV “Hoa Hải Đường” của Jack chưa đầy 16 tiếng đã “càn quét” nhiều BXH thế giới. In: Hoa Học Trò. 23. September 2020, abgerufen am 14. November 2021 (vietnamesisch).
19. ↑  Tiểu Tân: Jack lập cú đúp 2 giải thưởng, Erik là “Nghệ sĩ của năm” tại Zing Music Award 2020. In: SGGPO. 8. Januar 2021, abgerufen am 13. November 2021 (vietnamesisch).
20. ↑  Hiền Trần: Jack lập cú đúp khi thắng 2 giải thưởng tại 'Zing Music Awards 2020'. In: Báo Thanh Niên. 7. Januar 2021, abgerufen am 14. November 2021 (vietnamesisch).
21. ↑  Nguyễn Trà: Jack lập kì tích tại giải Truyền hình châu Á lần thứ 25. In: PLO.VN. 17. Januar 2021, abgerufen am 13. November 2021 (vietnamesisch).
22. ↑  Tam Giao: Vietnamese singer wins Asian Television Awards. In: VnExpress International. Abgerufen am 14. November 2021 (englisch).
23. ↑  Hoài Phương: Jack, Vũ Cát Tường, Huỳnh Lập, DaLAB nhận giải Mai Vàng 2020. In: Tuổi Trẻ. 14. Januar 2021, abgerufen am 14. November 2021 (vietnamesisch).
24. ↑  Tâm Giao: Jack tranh giải MTV EMA. In: VnExpress. 7. Oktober 2020, abgerufen am 14. November 2021 (vietnamesisch).
25. ↑  Lan Phương: Jack thắng giải tại MTV EMA 2020. In: Zing News. 9. November 2020, abgerufen am 14. November 2021 (vietnamesisch).
26. ↑  A. Azim Idris: Vietnam’s Jack wins Best Southeast Asia Act at 2020 MTV EMAs. In: NME. 9. November 2020, abgerufen am 14. November 2021 (englisch).
27. ↑  Khánh Đình: Đom đóm của Jack dẫn đầu top trending YouTube Việt Nam sau 2 ngày. In: Tuổi Trẻ Cười Online. 28. Dezember 2020, abgerufen am 14. November 2021 (vietnamesisch).
28. ↑  Jack tung MV mới, bị dự đoán khó vượt qua những thành tích khủng trước đó. In: VTV.vn. 12. April 2021, abgerufen am 12. April 2021 (vietnamesisch).
29. ↑  Đông Du: MV nhạc Việt có lượt công chiếu cao nhất: Bước lùi của Jack trước Sơn Tùng? In: Báo Lao Động. 13. April 2021, abgerufen am 13. April 2021 (vietnamesisch).
30. ↑  Phúc Hưng: Âm nhạc của Jack & K-ICM khuynh đảo Vpop 2019 thế nào? In: Zing News. 8. Januar 2020, abgerufen am 13. November 2021 (vietnamesisch).
31. ↑  Thùy Trang: Bầu chọn Mai Vàng 2020 hạng mục Nam ca sĩ: "Cuộc chiến" của 5 chàng trai. In: Báo Người lao động. 9. Dezember 2020, abgerufen am 13. November 2021 (vietnamesisch).
32. ↑  Ca khúc mới của Jack được đưa vào đề thi Văn, cư dân mạng tranh cãi "lời bài hát sáo rỗng". In: YAN.vn. 10. Januar 2021, abgerufen am 13. November 2021 (vietnamesisch).
33. ↑  Trường Thịnh: Jack chính thức trở thành đại sứ cho sản phẩm vivo V20 tại Việt Nam. In: Dân Trí. 23. September 2020, abgerufen am 14. November 2021 (vietnamesisch).
34. ↑  Giang Ngân: Jack trở thành đại sứ thương hiệu của PUBG Mobile. In: Zing News. 5. Oktober 2020, abgerufen am 14. November 2021 (vietnamesisch).
35. ↑  Phương Ly: Jack trao 100 triệu đồng ủng hộ chống dịch tại Bến Tre. In: Zing News. 28. März 2020, abgerufen am 14. November 2021 (vietnamesisch).
36. ↑  Như Lê: Jack gửi tặng người dân Đà Nẵng 200.000 khẩu trang phòng chống dịch COVID-19. In: Hoa Học Trò. 13. August 2020, abgerufen am 14. November 2021 (vietnamesisch).
37. ↑  Ngân Trần: Jack ủng hộ đồng bào miền Trung 250 triệu đồng, ghi bàn chiến thắng đội Quang Hải. In: Hoa Học Trò. 11. November 2020, abgerufen am 14. November 2021 (vietnamesisch).
38. 1 2  Thủy Trà: Khi nghệ sĩ lệch chuẩn. In: Nhân Dân. 9. Januar 2021, abgerufen am 13. November 2021 (vietnamesisch).
39. ↑  Lê Thị Mỹ Niệm: 'Hoa Hai Duong' của Jack có gì hay? In: VietNamNet. 23. September 2020, abgerufen am 14. November 2021 (vietnamesisch).
40. ↑  Giữa mâu thuẫn, mẹ nuôi K-ICM lên tiếng 'ghét nhất sự hai mặt và giả tạo'. In: VietNamNet. 25. Dezember 2019, abgerufen am 13. November 2021 (vietnamesisch).
41. ↑  Đình Dy: Phía Jack nói gì trước tin đồn fanclub Đom Đóm đi công kích các nghệ sĩ? In: Báo Lao Động. 7. Juli 2020, abgerufen am 13. November 2021 (vietnamesisch).
42. ↑  Bảo Ngọc: Fan Jack tổng tấn công lúc Sơn Tùng diễn livestream, đòi vị trí "ông hoàng V-pop" cho idol. In: YAN.vn. 1. Januar 2021, abgerufen am 13. November 2021 (vietnamesisch).
43. ↑  Jack rục rịch cho sự trở lại, fan nghi vấn cố tình đối đầu trực diện với Sơn Tùng M-TP. In: YAN.vn. 13. Dezember 2020, abgerufen am 13. November 2021 (vietnamesisch).
44. ↑  Kiến Văn: VIDEO: Bài hát thiếu nhi Thái Lan khiến 'Em Gì Ơi' của Jack và K-ICM dính nghi vấn đạo nhạc có gì hot? In: Báo Thể thao Văn hoá. 8. Oktober 2019, abgerufen am 14. November 2021 (vietnamesisch).
45. ↑  Thanh Anh: Jack "lên thớt" thế chỗ Sơn Tùng M-TP: Em Gì Ơi hồi chung đôi với K-ICM bỗng bị soi đạo nhạc Akira Phan? In: Báo Pháp luật và bạn đọc. 24. Februar 2021, abgerufen am 14. November 2021 (vietnamesisch).
46. ↑  Hải Đường: Thêm 2 ca khúc bị tố đạo nhạc Hoa Ngữ: Jack định soán ngôi 'ông hoàng đạo nhái' của Sơn Tùng hay gì? In: Saostar. 3. März 2021, abgerufen am 14. November 2021 (vietnamesisch).
47. ↑  Hiểu Đồng: Jack "lên thớt" nghi vấn đạo nhạc, lý do bị so sánh với Sơn Tùng M-TP? In: Báo Giao thông. 5. März 2021, abgerufen am 14. November 2021 (vietnamesisch).
48. ↑  Tiến Vũ: Jack trở lại và gây tranh cãi đạo nhái sau 1 năm 'tu thân'. In: Báo Tuổi trẻ. 20. Juli 2022, abgerufen am 23. Juli 2022 (vietnamesisch).
49. ↑  Thùy Trang: Nghi vấn Jack đã có con? In: Báo Người lao động. 8. August 2021, abgerufen am 14. November 2021 (vietnamesisch).
50. ↑  Hiểu Đồng: Thiên An nhận có con với Jack, tố Jack bỏ bê con dù nhận 5 triệu mỗi tháng. In: Báo Giao thông. 8. August 2021, abgerufen am 14. November 2021 (vietnamesisch).
51. ↑  Thạch Anh, Lạc Xuân: Jack chính thức lên tiếng về scandal với hot girl Thiên An. In: Báo Thanh Niên. 10. August 2021, abgerufen am 14. November 2021 (vietnamesisch).
52. ↑  Nguyễn Hằng: Jack bất ngờ "biến mất" khỏi poster "Running Man Vietnam". In: Dân Trí. 15. Oktober 2021, abgerufen am 17. Oktober 2021 (vietnamesisch).
53. ↑  Hải Minh: Thực hư việc Jack "bay màu" khỏi "Running Man Vietnam" mùa 2. In: Báo Lao Động. 16. Oktober 2021, abgerufen am 17. Oktober 2021 (vietnamesisch).
54. ↑  Jack ist abgemagert und abgemagert nach seiner Zeit im Versteck wegen eines Liebesskandals.

| Personendaten    | Personendaten                                          |
| ---------------- | ------------------------------------------------------ |
| NAME             | Jack                                                   |
| ALTERNATIVNAMEN  | Trịnh Trần, Phương Tuấn (Geburtsname); J97 (Pseudonym) |
| KURZBESCHREIBUNG | vietnamesischer Popsänger, Rapper und Songwriter       |
| GEBURTSDATUM     | 12. April 1997                                         |
| GEBURTSORT       | Bến Tre                                                |